# Monasterio de San Pedro (Besalú)
El monasterio de San Pedro (en catalán: monestir de Sant Pere) está situado en el centro histórico de la población de Besalú en la comarca catalana de Pla de l'Estany.

## Historia
Fundado en el año 977 por el conde Besalú de Gerona Miró Bonfill, el cual lo puso bajo el patrocinio de la Santa Sede de Roma y consiguió el traslado de las reliquias de los santos Prim y Felicià. Dos años después, el papa Benedicto VII, por medio de una bula, concedía al monasterio el privilegio de poder elegir abad. Su consagración se llevó a cabo en el año 1003, gracias al conde Bernardo Tallaferro. Su máxima expansión fue durante los siglos XII y XIII, cuando pasó a formar parte del condado de Barcelona y es cuando fue objeto de una remodelación. Empezó su decadencia en el siglo XV por causa de la guerra de los Remensas, los terremotos y la lucha por las posesiones con el obispo de Gerona. Felipe II protegió al monasterio y por medio de una bula papal de 1597 quedaron unidos los monasterios de Sant Llorenç del Munt y el de San Quirico de Colera.
Durante la guerra civil española de 1936, sufrió un incendio perdiendo el mobiliario, parte de sus pinturas del siglo XVIII y algunas esculturas.

## El edificio
La iglesia renovada en el año 1160 es de planta basilical con tres naves y un gran ábside central con deambulatorio. La nave central está cubierta con bóveda de cañón y las laterales con bóvedas de cuarto de círculo. El crucero tiene bóveda de medio punto y el ábside semicircular de cuarto de círculo.
En el exterior, el ábside tiene doble cubierta y en su filo decoradas con arcuaciones ciegas y un friso de dientes de sierra.

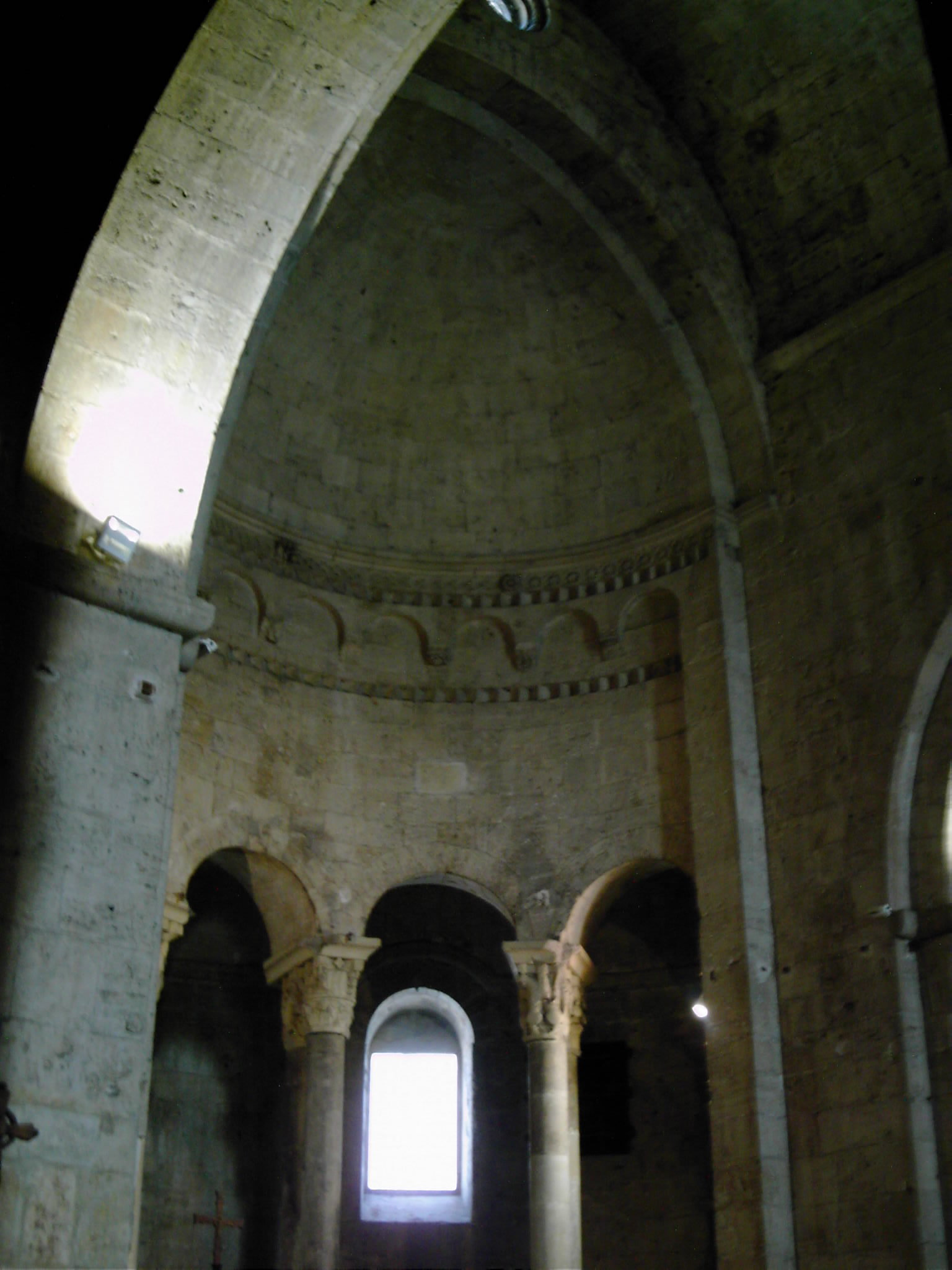
Detalle del deambulatorio

La fachada principal consta de un portal de arco de medio punto con linde y dos pequeñas columnas, situada sobre esta puerta hay una ventana con cuatro arquivoltas, labradas con motivos vegetales y geométricos, sostenidas por columnas con capiteles también esculpidos. En ambos lados de esta ventana hay unos leones con cara diablesca, uno pisando una serpiente y el otro un mono.

## El deambulatorio
La girola o deambulatorio es el elemento más característico de este edificio. Consiste en ocho columnas en grupos de dos con los capiteles tallados, que están sosteniendo cinco arcos de medio punto sobre los que se asienta la bóveda del ábside. La temática de los capiteles es variada, desde hojas de acanto hasta representaciones humanas, en uno de ellos hay la representación de Herodes aconsejado por el diablo y en otro la matanza de los Inocentes.